# Регнув (гмина)
Регнув (пол. Regnów) — сельская гмина (волость) в Польше, входит как административная единица в Равский повет, Лодзинское воеводство. Население — 1872 человека (на 2004 год).

## Сельские округа
1. Аннослав
2. Казимежув
3. Новы-Регнув
4. Подскарбице-Крулевске
5. Подскарбице-Шляхецке
6. Регнув
7. Рыльск
8. Рыльск-Дужы
9. Рыльск-Малы
10. Славкув
11. Совидул
12. Вулька-Строньска

## Соседние гмины
1. Гмина Бяла-Равска
2. Гмина Целёндз
3. Гмина Рава-Мазовецка
4. Гмина Садковице